# Wil Tirion
Wil Tirion (Breda, 19 febbraio 1943 – 5 luglio 2024) è stato un cartografo olandese esperto di cartografia celeste, ovvero un astrocartografo.

## Biografia
Originariamente cartografo grafico, solo in seguito si specializzò in astronomia cartografica.
La sua opera più famosa Sky Atlas 2000.0, edita dalla Cambridge University Press, venne particolarmente elogiata da astronomi e astrofili per la sua precisione e bellezza. La sua seconda e più completa opera fu Uranometria 2000.0, pubblicata nel 2001 da Willmann-Bell.
Fu responsabile grafico in molte altre pubblicazioni astronomiche.

## Omaggi
- Un piccolo asteroide fu nominato in suo onore, il 4648 Tirion.